# Aaron Schock
Aaron Jon Schock (ur. 28 maja 1981 w Morris) – amerykański polityk, członek Partii Republikańskiej.

## Dzieciństwo i edukacja
Urodził się w Morris jako czwarte i najmłodsze dziecko Janice Marie i lekarza rodzinnego Richarda Schocka. Później rodzina przeniosła się do Peorii. W 2002 ukończył Bradley University.

## Działalność polityczna
Od 2005 zasiadał w stanowej Izbie Reprezentantów Illinois. Następnie od 3 stycznia 2009 do rezygnacji 31 marca 2015 przez trzy kadencje i 87 dni był przedstawicielem 18. okręgu wyborczego w stanie Illinois w Izbie Reprezentantów Stanów Zjednoczonych. Obejmując w 2009 mandat członka Izby Reprezentantów był najmłodszym kongresmenem. Zaś w 2015 zrezygnował w wyniku skandalu finansowego.

## Życie prywatne
W marcu 2020 na swojej stronie internetowej dokonał coming outu stwierdzając, że jest gejem i żałuje, że nie dokonał tego wcześniej. Napisał również, że po ujawnieniu swojej orientacji, jego rodzina odwróciła się od niego i wysyła mu e-maile dotyczące terapii leczenia homoseksualizmu. Napisał również, że gdyby dziś (tj. w 2020) był w Kongresie poparł by postulaty środowiska LGBT w tym dotyczące małżeństw osób tej samej płci i zmian w prawie federalnym dotyczących przestępstw z nienawiści ze względu na orientację (kiedy był członkiem Izby Reprezentantów głosował przeciwko).